# 吳象寬
吳象寬（1680年—1742年），字居之，號芝園，山東海豐人，清初政治人物。

## 生平
吳象寬於康熙十九年（1680年）正月二十日出生於海豐吳氏世家，父親吳自肅爲康熙三年（1664年）甲辰科進士、按察司僉事。吳象寬是康熙五十三年（1714年）甲午科舉人，雍正元年（1723年）會試第九十四名貢士，殿試三甲第八十五名進士。初授湖北黃安縣知縣，後又歷任咸寧縣、黃梅縣知縣。他曾舉薦其侄吳紹詩，紹詩後官至尚書。著有《內訟篇》、《芝園詩集》、《寧遠詩鈔》。乾隆七年（1742年）七月初九逝世，終年63歲。
吳象寬育有三子，分別名爲紹恩、紹冶、紹科。